# Кампезе (Виченца)
Кампезе је насеље у Италији у округу Виченца, региону Венето.
Према процени из 2011. у насељу је живело 1142 становника. Насеље се налази на надморској висини од 132 м.